# Circuito Internacional de Zhuhai

Mapa del circuito de Zhuhai.

El Circuito Internacional de Zhuhai es un autódromo de la ciudad de Zhuhai, provincia de Guangdong, República Popular de China, que representa un hito fundamental en la historia del automovilismo asiático, siendo el primer circuito permanente construido en China continental y estableciendo las bases para el desarrollo del motorsport moderno en el país. Este trazado de 4,319 kilómetros ha sido testigo de la evolución del automovilismo chino desde sus humildes inicios con carreras urbanas en 1993 en el Circuito urbano de Zhuhai hasta convertirse en sede de competiciones internacionales de primer nivel. Su ubicación estratégica en la Zona Económica Especial de Zhuhai, a escasos kilómetros de Hong Kong y Macao, lo convirtió en un punto de encuentro único entre la tradición automovilística de estas regiones y las ambiciones deportivas de la China emergente.

## Historia
El precedente del circuito de Zhuhai comenzó en 1993 con la configuración del primer circuito urbano chino, organizado por la Hong Kong Automobile Association en las calles de la ciudad. Este circuito temporal de 4,200 kilómetros atrajo a 100.000 espectadores en su evento inaugural, demostrando el apetito del público chino por las carreras de automóviles. El empresario malayo Stewart Tan Seng Teong identificó la oportunidad de introducir el motorsport en China, un país que en ese momento solo contaba con rallies en Hong Kong, Beijing y Shanghai, pero carecía completamente de carreras de circuito. El circuito urbano operó hasta noviembre de 1995, cuando se celebró la última carrera del BPR Global GT Series, marcando el final de esta era pionera.
Como consecuencia del éxito de las carreras urbanas, la planificación del circuito permanente comenzó en serio con Stewart Tan Seng Teong trabajando estrechamente con funcionarios del gobierno local para identificar terrenos apropiados. El diseño fue encargado a la empresa australiana Kinhill Engineers Pty Ltd,  empresa que se había encargado del diseño del circuito de Adelaida, con Michael McDonough como director del proyecto.
La construcción se completó en noviembre de 1996, estableciendo un nuevo estándar para las instalaciones de motorsport en Asia. El circuito fue diseñado con la Fórmula 1 en mente, obteniendo la homologación dual de la FIA y la FIM con licencia de grado 2 de la Federación Internacional del Automóvil, convirtiéndose en el primer circuito en China capaz de albergar tanto carreras de automóviles como de motocicletas a nivel internacional. La primera carrera internacional se celebró el 3 de noviembre de 1996, siendo un evento del BPR Global GT Series ganado por Emanuel Collard y Ralf Kelleners en un Porsche GT1.
El circuito se encuentra situado en una posición geográfica excepcional dentro del Delta del Río de las Perlas, una de las regiones económicamente más dinámicas de China. Su proximidad a Hong Kong (70 kilómetros) y Macao (15 kilómetros) le proporciona acceso directo a dos territorios con rica tradición automovilística, especialmente Macao con su famoso Gran Premio que data de 1954. Esta ubicación ha facilitado el intercambio de pilotos, equipos y conocimientos técnicos entre estas regiones, convirtiendo al circuito en un puente cultural y deportivo.
La construcción del Puente Hong Kong-Zhuhai-Macao ha reforzado aún más estas conexiones, mejorando significativamente el acceso al circuito desde estas ciudades. Los aeropuertos internacionales de las tres ciudades proporcionan conectividad global, mientras que la proximidad a centros de fabricación automotriz en Guangdong ha facilitado el desarrollo de la industria del motorsport local. Esta sinergia regional ha sido fundamental para el éxito del circuito como centro de desarrollo del automovilismo chino.

## Trazado
El Circuito Internacional de Zhuhai presenta características técnicas que lo distinguen como una instalación de primer nivel en el panorama asiático. Con una longitud total de 4,319 kilómetros distribuidos en 14 curvas, el trazado ofrece un equilibrio único entre secciones de alta velocidad y zonas técnicas que desafían tanto a pilotos como a ingenieros. La configuración original contaba con 16 curvas, pero fue modificada en 2004 por Hermann Tilke siguiendo una petición de la FIM que resultó en la eliminación de las curvas 7, 8 y 9 originales para crear una sola curva más fluida.
El circuito se recorre en sentido horario, con 9 curvas hacia la derecha y 5 hacia la izquierda, creando un flujo que favorece múltiples oportunidades de adelantamiento. La superficie está construida con múltiples capas de asfalto utilizando materiales de alta temperatura que no se vuelven pegajosos en condiciones de calor extremo. El ancho de la pista varía entre 12 metros en las rectas y 14 metros en las curvas, proporcionando espacio suficiente para maniobras de adelantamiento.

### Análisis por sectores
La recta principal constituye el elemento más distintivo del circuito, con sus 900 metros de longitud y 14 metros de ancho en su punto más amplio, permitiendo que los vehículos alcancen velocidades de hasta 300 km/h. Esta recta conecta directamente con la curva 1, un giro de alta velocidad hacia la derecha que representa uno de los puntos clave para adelantamientos, especialmente crítico durante las salidas de carrera. La curva 3 es particularmente desafiante, siendo un giro de alta velocidad hacia la derecha que pone a prueba el valor y las habilidades de manejo de los pilotos.
La curva 4 constituye otra zona crucial de adelantamiento, siendo un giro hacia la izquierda de alta dificultad que requiere frenado intenso y ofrece oportunidades para maniobras arriesgadas. El sector medio incluye la curva 7, la más cerrada del circuito, que obliga a los pilotos a reducir significativamente la velocidad antes de acelerar hacia la siguiente sección recta. Las curvas 9 y 10 forman una combinación de dos giros consecutivos de 90 grados hacia la izquierda que desafían el equilibrio y la configuración de los vehículos.
La horquilla de la curva 11 representa otro punto estratégico donde los pilotos deben reducir hasta segunda marcha, convirtiéndose en una zona prime para adelantamientos. La secuencia final incluye las curvas 12, 13 y 14, que permiten a los corredores desarrollar alta velocidad para abordar la recta principal a aproximadamente 200 km/h. Esta configuración crea un circuito que ofrece múltiples lugares de adelantamiento debido a la combinación de rectas, zonas de frenado intenso y curvas cerradas seguidas de aceleraciones hacia rectas largas.

## Aspectos deportivos
El récord de vuelta oficial está en manos del piloto alemán Michael Ammermüller, quien giró en 1:23.203 durante la primera tanda de clasificación de la A1 Grand Prix el 16 de diciembre de 2007.
Entre otros campeonatos, Zhuhai recibió al Campeonato FIA GT en 1999, 2004, 2005 y 2007; el Campeonato Mundial de Motociclismo de Resistencia en 2004; la A1 Grand Prix ya mencionada en 2007; y la Fórmula Renault V6 Asiática en 2006 y 2007. La Copa Intercontinental Le Mans visitó Zhuhai en 2010 y 2011. Asimismo, los propietarios del autódromo organizan el Campeonato Chino de Superbikes desde 2007; el autódromo ha albergado la fecha inaugural y la final en las dos primeras temporadas de esa competencia.

## Ganadores en Zhuhai

### Campeonato FIA GT
| Año  | Pilotos                                  | Automóvil              |
| ---- | ---------------------------------------- | ---------------------- |
| 1999 | Olivier Beretta Karl Wendlinger          | Chrysler Viper         |
| 2004 | Andrea Bertolini Mika Salo               | Maserati MC12          |
| 2005 | Bert Longin Anthony Kumpen Mike Hezemans | Chevrolet Corvette     |
| 2007 | Christophe Bouchut Stefan Mücke          | Lamborghini Murciélago |